# Matias Strandvall
Matias Strandvall (né le 15 mars 1985 à Helsinki) est un skieur de fond finlandais actif depuis 2004. Il compte un podium en Coupe du monde, obtenu lors d'un sprint libre à Canmore en janvier 2008.

## Palmarès

### Jeux olympiques d'hiver
| Épreuve / Édition | Sprint                           | Sprint    | 15 km | 15 km                            | Poursuite 2 × 15 km | 50 km | Relais | Relais    |
| Épreuve / Édition | libre                            | classique | libre | classique                        | Poursuite 2 × 15 km | 50 km | Sprint | 4 × 10 km |
| JO 2010 Vancouver | Épreuve inexistante à cette date | 37e       | —     | Épreuve inexistante à cette date | —                   | —     | —      | —         |

Légende :
- : pas d'épreuve
- — : Non disputée

### Championnats du monde
| Épreuve / Édition           | Sprint                           | Sprint                           | 15 km                            | 15 km                            | Poursuite 2 × 15 km | 50 km | Relais | Relais    |
| Épreuve / Édition           | libre                            | classique                        | libre                            | classique                        | Poursuite 2 × 15 km | 50 km | Sprint | 4 × 10 km |
| Mondiaux 2007 Sapporo       | Épreuve inexistante à cette date | 9e                               | —                                | Épreuve inexistante à cette date | —                   | —     | —      | —         |
| Mondiaux 2009 Liberec       | 24e                              | Épreuve inexistante à cette date | Épreuve inexistante à cette date | —                                | —                   | —     | —      | —         |
| Mondiaux 2011 Oslo          | 20e                              | Épreuve inexistante à cette date | Épreuve inexistante à cette date | —                                | —                   | —     | —      | —         |
| Mondiaux 2013 Val di Fiemme | Épreuve inexistante à cette date | 17e                              | —                                | Épreuve inexistante à cette date | —                   | —     | 16e    | —         |
| Mondiaux 2015 Falun         | Épreuve inexistante à cette date | 26e                              | —                                | Épreuve inexistante à cette date | —                   | —     | —      | —         |
| Mondiaux 2017 Lahti         | 27e                              | Épreuve inexistante à cette date | Épreuve inexistante à cette date |                                  |                     |       |        |           |

Légende :
- : pas d'épreuve
- — : Non disputée

### Coupe du monde
- Meilleur classement général : 39e en 2008.
- Meilleur classement en sprint : 12e en 2008.
- 1 podium en épreuve individuelle : 1 troisième place